# Kalumpang
Le fleuve Kalumpang (en malais : Sungai Kalumpang) est un cours d'eau de l'État de Sabah, en Malaisie, Situé sur l'île de Bornéo.  

## Géographie
Le cours d'eau prend sa source dans une région de collines située au nord de Tawau et se jette dans la baie de Sibuko située dans la Mer de Célèbes au sud-est de Sabah. A son embouchure la rivière se divise en deux bras. 

## Affluents
Ses affluents sont sur la rive gauche les Langein et Pinang, et sur la rive droite le Mantri.   